# Humboldtsches Bildungsideal

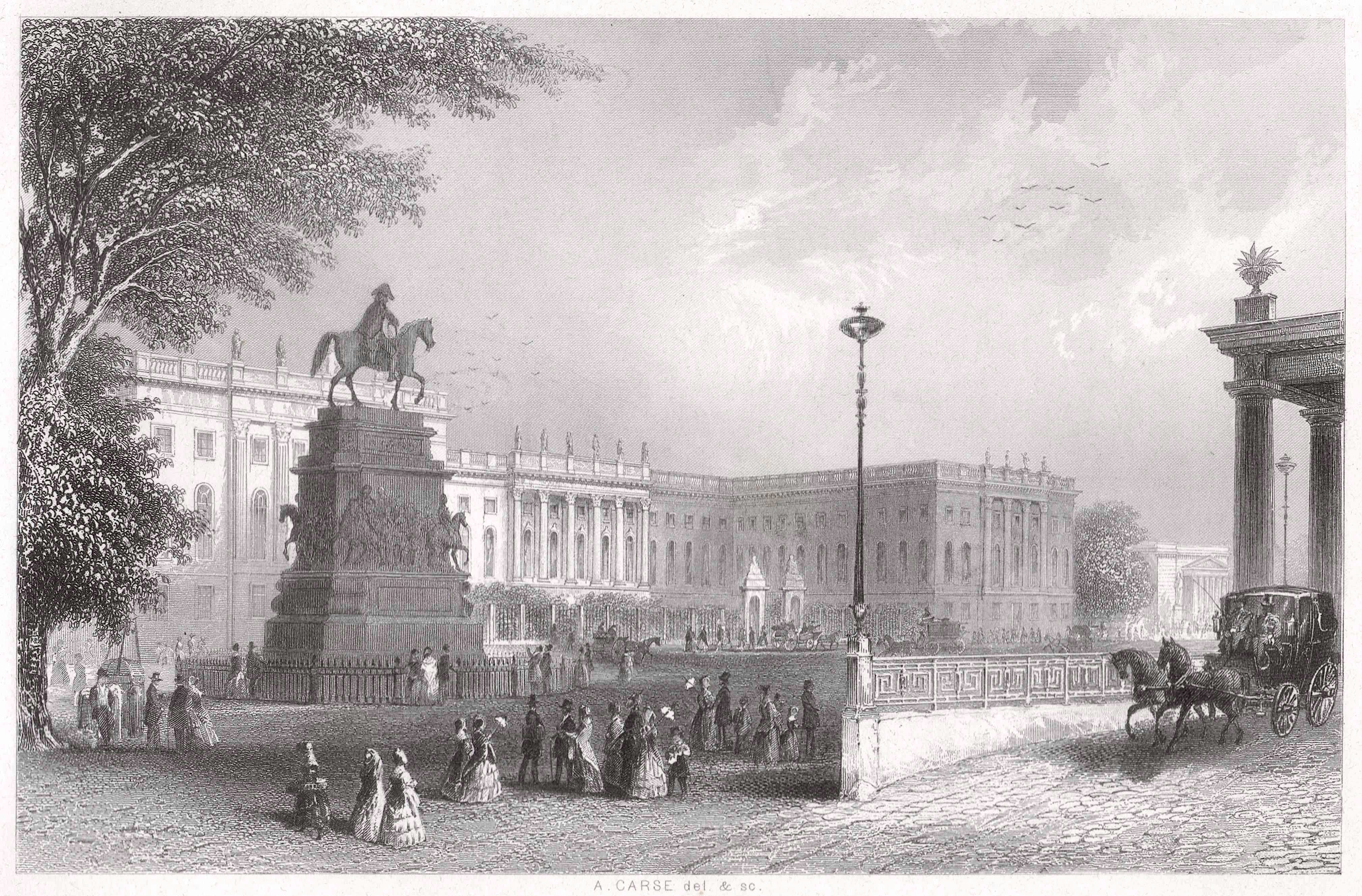
Die heutige Humboldt-Universität in Berlin um 1850

Unter dem humboldtschen Bildungsideal versteht man die ganzheitliche Ausbildung in den Künsten und Wissenschaften in Verbindung mit der jeweiligen Studienfachrichtung. Dieses Ideal geht zurück auf Wilhelm von Humboldt, der in der Zeit der preußischen Rekonvaleszenz auf ein erstarkendes Bürgertum setzen konnte und dadurch den Anspruch auf Allgemeinbildung förderte. Heute bezeichnet der Begriff die zentrale Idee der Einheit von Forschung und Lehre an Universitäten und ihnen gleichgestellten Hochschulen (im Unterschied zu reinen Lehrprofessuren ohne Forschungsaufgaben).

## Begriffsbezug

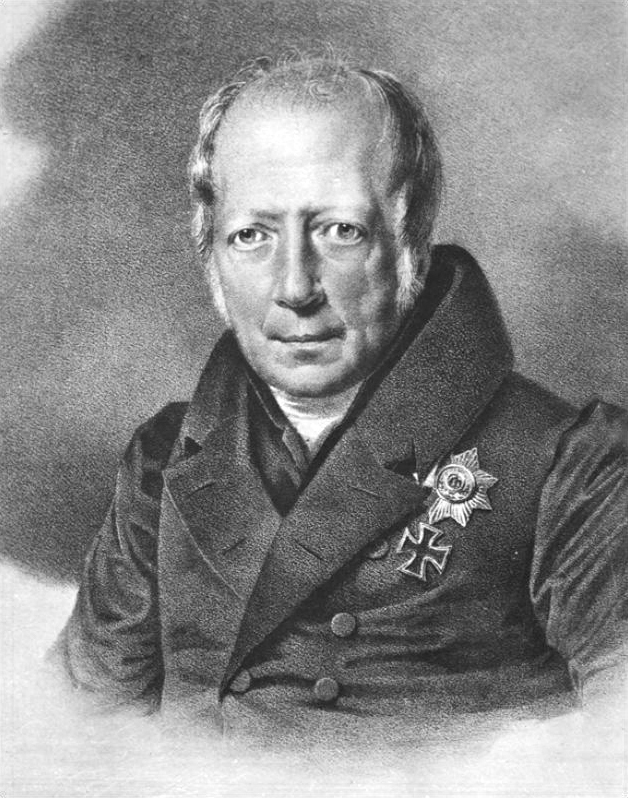
Wilhelm von Humboldt (Lithografie von Friedrich Oldermann nach einem Gemälde von Franz Krüger)

Humboldt ließ dieses Ideal als Leiter der Sektion des Kultus und des öffentlichen Unterrichts im preußischen Innenministerium in die Bildungsreformen einfließen. In der konkreten Politik erstreckte es sich nicht auf die preußischen Volksschulen, die neben den Universitäten ebenfalls der Sektion unterstanden. Vereinzelt wird daher auch vom humboldtschen Universitätsideal gesprochen. Humboldts Bildungsideal steht in Bezug zu seinen Äußerungen gegenüber dem preußischen König, an den er schrieb:
„Es gibt schlechterdings gewisse Kenntnisse, die allgemein sein müssen, und noch mehr eine gewisse Bildung der Gesinnungen und des Charakters, die keinem fehlen darf. Jeder ist offenbar nur dann ein guter Handwerker, Kaufmann, Soldat und Geschäftsmann, wenn er an sich und ohne Hinsicht auf seinen besonderen Beruf ein guter, anständiger, seinem Stande nach aufgeklärter Mensch und Bürger ist. Gibt ihm der Schulunterricht, was hierfür erforderlich ist, so erwirbt er die besondere Fähigkeit seines Berufs nachher so leicht und behält immer die Freiheit, wie im Leben so oft geschieht, von einem zum andern überzugehen.“ 
Für Humboldt stand somit nicht die Ausbildung (zu einem Beruf) im Vordergrund, sondern die Bildung (im Sinne des Humanismus).

## Historischer Überblick
Das humboldtsche Bildungsideal entwickelte sich um die beiden Zentralbegriffe der bürgerlichen Aufklärung: den Begriff des autonomen Individuums und den Begriff des Weltbürgertums. Die Universität sollte ein Ort sein, an dem autonome Individuen und Weltbürger hervorgebracht werden bzw. sich selbst hervorbringen.
- Ein autonomes Individuum soll ein Individuum sein, das Selbstbestimmung (Autonomie) und Mündigkeit durch seinen Vernunftgebrauch erlangt.
- Das Weltbürgertum ist jenes kollektive Band, das die autonomen Individuen, unabhängig von ihrer sozialen und kulturellen Sozialisation, verbindet: Bei Humboldt heißt es: „Soviel Welt als möglich in die eigene Person zu verwandeln, ist im höheren Sinn des Wortes Leben.“ Das Bemühen soll darauf zielen, sich möglichst umfassend an der Welt abzuarbeiten und sich dadurch als Subjekt zu entfalten. „Zum Weltbürger werden heißt, sich mit den großen Menschheitsfragen auseinanderzusetzen: sich um Frieden, Gerechtigkeit, um den Austausch der Kulturen, andere Geschlechterverhältnisse oder eine andere Beziehung zur Natur zu bemühen.“[2] Die universitäre Bildung soll keine berufsbezogene, sondern eine von wirtschaftlichen Interessen unabhängige Ausbildung sein.

Akademische Freiheit heißt zunächst äußere Unabhängigkeit der Universität. Die Universität soll sich staatlichen Einflüssen entziehen. Humboldt fordert, dass sich die wissenschaftliche Hochschule „von allen Formen im Staate losmachen“ sollte. Daher sah seine Universitätskonzeption vor, dass beispielsweise die Berliner Universität eigene Güter haben sollte, um sich selbst zu finanzieren und dadurch ihre wirtschaftliche Unabhängigkeit zu sichern. Akademische Freiheit verlangt neben der äußeren Unabhängigkeit der Universität von staatlichen und wirtschaftlichen Zwängen auch die innere Autonomie, d. h. die freie Studienwahl, die freie Studienorganisation und das freie Vertreten von Lehrmeinungen und Lehrmethoden. Die Universität soll deshalb ein Ort des permanenten öffentlichen Austausches zwischen allen am Wissenschaftsprozess Beteiligten sein. Die Integration ihres Wissens soll mit Hilfe der Philosophie zustande kommen. Diese soll eine Art Grundwissenschaft darstellen, die es den Angehörigen verschiedener wissenschaftlicher Disziplinen erlaubt, einen Austausch ihrer Erkenntnisse zustande zu bringen und sie miteinander zu verknüpfen. Das humboldtsche Bildungsideal bestimmte lange Zeit die deutsche Universitätsgeschichte entscheidend mit, auch wenn es praktisch niemals zur Gänze realisiert wurde. Große intellektuelle Leistungen der deutschen Wissenschaft sind damit verbunden.
Theodor W. Adorno, Noam Chomsky, Albert Einstein, Sigmund Freud, Georg Wilhelm Friedrich Hegel, Karl Marx, und Friedrich Nietzsche haben sich dazu bekannt.

## Heutige Situation und Entwicklung
Während zu Zeiten Humboldts hauptsächlich Universitäten staatlich organisierte akademische Forschung betrieben, gibt es heute im tertiären Bildungsbereich weitere Hochschulformen, die einen wissenschaftlichen Auftrag zur Forschung haben. Die Ansprüche des humboldtschen Bildungsideals lassen sich entsprechend auch auf diese Hochschulen übertragen.
Kritiker sehen in den zahlreichen Reformen, wie z. B. dem Bologna-Prozess, eine Abweichung vom humboldtschen Ideal hin zu einer stärkeren Berufsbezogenheit des Studiums unter Beachtung wirtschaftlicher Interessen. Des Weiteren wird kritisiert, dass die Freiheit der Lehre durch den Bologna-Prozess eingeschränkt werde. Infolge der so genannten Ökonomisierung des Bildungswesens erlebt das humboldtsche Bildungsideal heute jedoch insofern eine semantisch verschobene Renaissance, als etwa das „autonome Individuum“ zum Wirtschaftssubjekt umgedeutet und unter der „Unabhängigkeit der Universität“ die Tatsache verstanden wird, dass diese sich als Marktakteur im Wettbewerb mit anderen Hochschulen behaupten muss.

## Kritik
Humboldts Streben nach einer menschlichen Gesellschaft der Gleichen begegnete viel Skepsis, da dieses Ideal von vielen Kritikern als nicht realistisch betrachtet wurde. Zeitgenossen wie der Ministerialbeamte Ludolph von Beckedorff argumentierten, dass Humboldts Vorstellungen nicht durchsetzbar seien, da es in der Gesellschaft Differenzen zwischen den Berufen oder Ständen gebe, die notwendig zu Ungleichheit führten. Auch war das Bildungsbürgertum auf Abgrenzung bedacht.
Noch heute steht die Tatsache, dass es in Deutschland mehr oder minder streng voneinander geschiedene Bildungswege gibt, im Widerspruch zu Humboldts Prinzipien. Bereits in den frühen Jahren eines Kindes wird entschieden, welche Schulform es besuchen wird. Aufgrund verschiedener Lernangebote schlägt jedes Kind einen unterschiedlichen Bildungsweg ein und gelangt zu einem je unterschiedlichen Schulabschluss, was zur Folge hat, dass es zu Ungleichheiten beim Bildungsstand kommt. Auch gibt es bis heute soziale Faktoren, welche als Bildungshindernisse in Erscheinung treten können, wie das Geschlecht, die Religion und die Herkunft.
Während Humboldt unter „Bildung“ die Entfaltung der persönlichen Fähigkeiten und Talente verstand, legt die heutige Gesellschaft weniger auf die Fähigkeiten des Menschen an sich Wert als auf spezifische, überprüfbare Leistungen, die nach einem bestimmten Standard festgelegt werden. Der Fokus wird an dieser Stelle also auf die Erfüllung gesellschaftlicher Anforderungen gelegt, anstatt, wie es Humboldts Ideal entspricht, den Menschen je individuell zu bilden. Bildungskritiker wie der Frankfurter Erziehungstheoretiker Heinz-Joachim Heydorn finden, dass unter den Prinzipien heutiger Bildungspolitik das Individuum nicht zu seiner persönlichen Entfaltung kommen könne, da es sich der Gesellschaft bzw. der Ökonomie einfügen und unterwerfen müsse.
Zeitgenössisch wurde an Humboldts Ideal kritisiert, dass das Ziel der Bildung erst im Laufe der Jahre deutlich werde, weil sich der Mensch beim persönlichen Entfalten nicht auf bestimmte Möglichkeiten beschränken, sondern vielmehr alle Möglichkeiten anstreben solle. Dagegen wurde die Ansicht vertreten, dass Menschen sich auf ihre persönliche Arbeit konzentrieren sollten, um zu verhindern, dass sie aufgrund zu breitgefächerter Möglichkeiten ihre Arbeit vernachlässigten.

## Einzelbelege
1. ↑  P. Berglar (1970): Wilhelm von Humboldt, p. 87
2. ↑  Jürgen Hofmann: Welche Bedeutung hat das Humboldt'sche Erbe für unsere Zeit?
3. ↑  Video: Danovitch Interviews Chomsky (2013)
4. ↑  vgl. Hochschulgesetze der Länder
5. ↑  Oliver Fohrmann: Im Spiegel des Geldes. Bildung und Identität in Zeiten der Ökonomisierung. transcript, Bielefeld, ISBN 978-3-8376-3583-6.
6. ↑  Deutsche Schulgeschichte von 1800 bis zur Gegenwart. Juventa, S. 48, die Dokumente finden sich vollständig in L.Schweim (Hrsg.): Schulreform in Preußen 1809-1819. Weinheim/Berlin, Beltz 1966.
7. ↑  Heinz-Elmar Tenorth: Bildung – Ressource im Konflikt. In: Geschichte in Wissenschaft und Unterricht - GWU 63 (2012), 9/10, S. 567–581.
8. ↑  Wilhelm von Humboldt: Der Litauische Schulplan. In: Ders.: Bildung und Sprache. 5., durchgesehene Auflage, Paderborn 1997, S. 113.
9. ↑  Bernard Mandeville: An ESSAY on CHARITY, and Charity-Schools. In: Ders.: The Fable of the Bees or Private Vices, Publick Benefits, Vol. 1 [1732] Indianapolis 1988, S. 282 ff.